# NGC 3245
NGC 3245 est une galaxie lenticulaire située dans la constellation du Petit Lion. NGC 3245 a été découverte par l'astronome germano-britannique William Herschel en 1785.

## Caractéristiques

### Distance
Sa vitesse par rapport au fond diffus cosmologique est de 1 622 ± 21 km/s, ce qui correspond à une distance de Hubble de 23,9 ± 1,7 Mpc (∼78 millions d'al).
À ce jour, une dizaine de mesures non basées sur le décalage vers le rouge (redshift) donnent une distance de 18,218 ± 4,930 Mpc (∼59,4 millions d'al), ce qui est à l'intérieur des valeurs de la distance de Hubble. Notons cependant que c'est avec la valeur moyenne des mesures indépendantes, lorsqu'elles existent, que la base de données NASA/IPAC calcule le diamètre d'une galaxie et qu'en conséquence le diamètre de NGC 3245 pourrait être d'environ 22,5 kpc (∼73 400 al) si on utilisait la distance de Hubble pour le calculer.

### Morphologie
NGC 3245 a été utilisée par Gérard de Vaucouleurs comme une galaxie de type morphologique SA(l)00 dans son atlas des galaxies,.
Grâce aux observations du télescope spatial Hubble, on a détecté un disque de formation d'étoiles autour du noyau de NGC 3245. La taille de son demi-grand axe est estimée à 110 pc (~325 années-lumière).
NGC 3245 présente une large raie HI et c'est une galaxie LINER, c'est-à-dire une galaxie dont le noyau présente un spectre d'émission caractérisé par de larges raies d'atomes faiblement ionisés.

## Trou noir supermassif
Selon une étude publiée en 2009 et basée sur la vitesse interne de la galaxie mesurée par le télescope spatial Hubble, la masse du trou noir supermassif au centre de NGC 3245 serait comprise entre 48 et 250 millions de {\displaystyle M_{\odot }}.
Selon une autre étude réalisée auprès de 76 galaxies, le bulbe central de NGC 3245 renfermerait un trou noir supermassif dont la masse est estimée à 2,1+0,5
 −0,5 × 108 {\displaystyle M_{\odot }}.

## Groupe de NGC 3254
NGC 3245 est un membre de groupe de NGC 3254. Ce groupe de galaxies compte au moins 5 membres. Les quatre autres galaxies du groupe sont NGC 3245A (PGC 30174) , NGC 3254, NGC 3265 et NGC 3277. Les quatre galaxies du catalogue NGC sont aussi mentionnées dans un article publié par Abraham Mahtessian en 1998, mais la galaxie NGC 3245A n'y figure pas.